# Einar Lemche
Einar Lemche (født 23. november 1939) er en dansk embedsmand.
Han er uddannet cand.jur. 1963, var ansat i Ministeriet for Grønland 1964–83, konsulent i Grønlands Hjemmestyres Danmarkskontor 1983-85 og 1988-98, direktør i Erhvervsdirektoratet, Grønlands Hjemmestyre 1985–88 og direktør for Grønlands Hjemmestyres Danmarkskontor 1995–96. Fra 1998 indtil 2007 var han Grønlands repræsentationschef i Danmark, deltager i Grønlands forhandlinger om fiskeri og fangst med andre lande og i internationale organisationer. Han modtog Nersornaat 1996 og blev Ridder af Dannebrog 2001.